# Fernando Navarrete
Fernando Antonio Navarrete Porta (La Coruña, 13 de noviembre de 1939) es un realizador de televisión español.

## Biografía
Con cuatro años de edad abandonó su La Coruña natal, para trasladarse con su familia a Madrid. Estudió bachillerato en las Escuelas Pías de San Antón de Madrid y obtuvo la Licenciatura de Ciencias Químicas en la Universidad de Madrid (1957-1963).
Durante tres años, hasta 1966 fue director Químico del Vidrio en FEVIHSA (Fabricación de Vidrio Hueco). En junio de 1966 concurrió al III Curso de Realización organizado por Televisión Española, del cual fue diplomado como número uno de su promoción el 30 de junio de 1966, por el director general de Radiodifusión y Televisión, Jesús Aparicio-Bernal. En 1973 accedía al título de técnico de Radiodifusión, especialista en Emisiones y Producción por el Ministerio de Información y Turismo. También es Diplomado en Altos Estudios de la Defensa Nacional. 
Desde 1967 a 1989 fue realizador de TVE. En 1989 pidió una excedencia a RTVE y creó su propia productora (P. N. N., S. A.), de la cual fue presidente y director y trabajó desde 1989 a 2007 produciendo, dirigiendo y realizando programas en Japón (Nippon Television), Brasil (Televisión Educativa), Mónaco (Radio Televisión de Montecarlo), Argentina (Canal 7), Suecia, Dinamarca, Cuba, EE. UU. y en España para Antena 3, Televisión de Galicia, Canal Sur Televisión y Telecinco.
Entre ellos destacan los programas de variedades que condujo José María Íñigo en los años setenta: El célebre Estudio abierto (1970) y también Directísimo (1975), Esta noche… fiesta (1976-1977) y Fantástico (1978-1980); Festival OTI de la Canción; Voces a 45 (1976); el espacio sobre seguridad vial La segunda oportunidad (1978), con Paco Costas; Ana Belén y Víctor Manuel en vivo (1983), Mocedades: 15 años de música (1984); Entre amigos (1985-1986); I edición de los Premios Goya (1987); Bienaventurados (1987); ¡Mamá, quiero ser artista! (1987); los concursos Lápiz y papel (1981), con Ángel Quesada y José Carabias, Furor (1998), con Alonso Caparrós, Trato hecho (1999), con Bertín Osborne y Audacia (2000), con Jordi Estadella; Encuentros en libertad (1982), programa sobre economía; Superstar (1983) y Los domingos por Norma (1992), ambos con Norma Duval; Aquí España, programa laboral; Hoy 14:15, informativo; Super Show; Channel N.⁰ 5; Viva el espectáculo (1990), con Concha Velasco; Así es la vida (1993), con Carlos Herrera; Moranquíssimo (2004), con Los Morancos, programas de Los Morancos; especiales de fin de año (Especiales de Nochevieja de 1973 y 1976, Feliz Nochebuena 1980, Viva 84, Viva 86, Viva 87 y Cap d'any a TV3 1989) o especiales electorales y en teatro, La venganza de la Petra y Anacleto se divorcia. El 24 de junio de 1984 apareció en el programa Y, sin embargo, ¡te quiero!.
Fue miembro de la junta directiva de la Academia de Televisión y de las Ciencias y Artes del Audiovisual de España desde septiembre de 2006 a diciembre de 2022 y vicepresidente primero desde 2010 a 2022. En febrero de 2008, codirigió y negoció los debates electorales celebrados entre los candidatos a la presidencia del Gobierno José Luis Rodríguez Zapatero y Mariano Rajoy. Codirigió asimismo el cara a cara de 2011 entre Mariano Rajoy y Alfredo Pérez Rubalcaba, el cara a cara de 2015 entre Mariano Rajoy y Pedro Sánchez y el debate a cuatro de 2016 entre Pedro Sánchez, Mariano Rajoy, Albert Rivera y Pablo Iglesias. También es presidente de la Asociación de Realizadores de Televisión (A.R.T.) y vicepresidente de la Fundación Audiovisual para la Normalización Social (FANS).
Desde junio de 2012 a julio de 2018 es miembro del Consejo de Administración de RTVE, a propuesta del PP.
El 1 de abril de 2016 apareció en el programa Imprescindibles en el episodio Concha Velasco, memoria viva y en ese mismo año apareció en tres episodios de la tercera temporada del programa Ochéntame otra vez: Año nuevo, vida nueva 3x01 (7/1/16), ¡Más música, por favor! 3x09 (3/3/16) y ¿Cómo están ustedes? 3x17 (5/5/16).

## Vida privada
- Está divorciado y casado en segundas nupcias. Tiene ocho hijos: Fernando (Madrid, 30/7/1964, realizador de TVE),[18][19][20][21][22][23][24][25][26][27][28] Luis Miguel (1966, realizador independiente),[29][30] Juan Carlos (1967, director y realizador televisivo),[31][32] Eva María (1969, abogada)[33][34] y Silvia Pilar Navarrete Parrondo (1972, empresaria)[35] con su primera esposa y Marta, Isabel (10/4/1995) y Carmen Navarrete Sánchez con su segunda mujer.

- Es un gran apasionado de la navegación. Desde 2019, es socio de la asociación AGNYEE (Amigos de los Grandes Navegantes y Exploradores Españoles).[36] En 2009, cuando regresaba de Formentera con su mujer, se vio sorprendido por un fuerte temporal que rompió el motor y una vela de su embarcación y ambos estuvieron ocho horas a la deriva.[37]

## Premios
- Premio Nacional de Televisión, a la Dirección y Realización de programas.
- Premio Ondas (1977).
- Antena de Oro de Televisión.
- 3 TP de Oro.
- 2 premios de Asociaciones de Espectadores.
- Premio Saffety Internacional.
- Premios Panorama: Premio a Toda una vida (2018).[38]
- Cruz del Mérito Naval con distintivo blanco (2018).
- Madrigallego de Oro de la Comunicación (2023).